# Arrowhead Nunatak
Arrowhead Nunatak är en nunatak i Antarktis. Den ligger i Östantarktis. Australien gör anspråk på området. Toppen på Arrowhead Nunatak är 1 447 meter över havet.
Terrängen runt Arrowhead Nunatak är platt, och sluttar österut. Trakten är obefolkad. Det finns inga samhällen i närheten.